# SWR Symphonieorchester

Logo des SWR-Symphonieorchesters

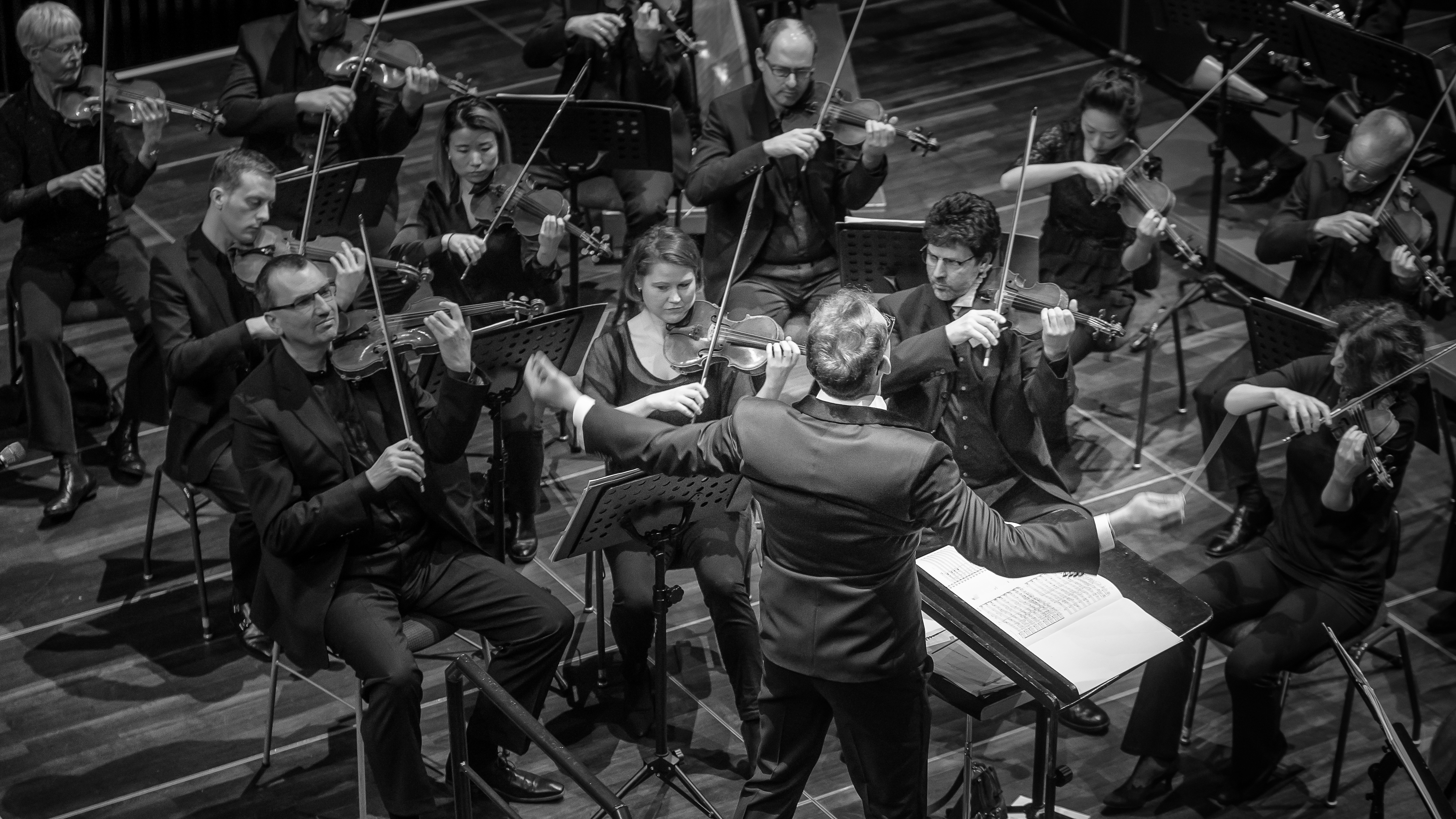
Das SWR Symphonieorchester im Januar 2018 in Donaueschingen

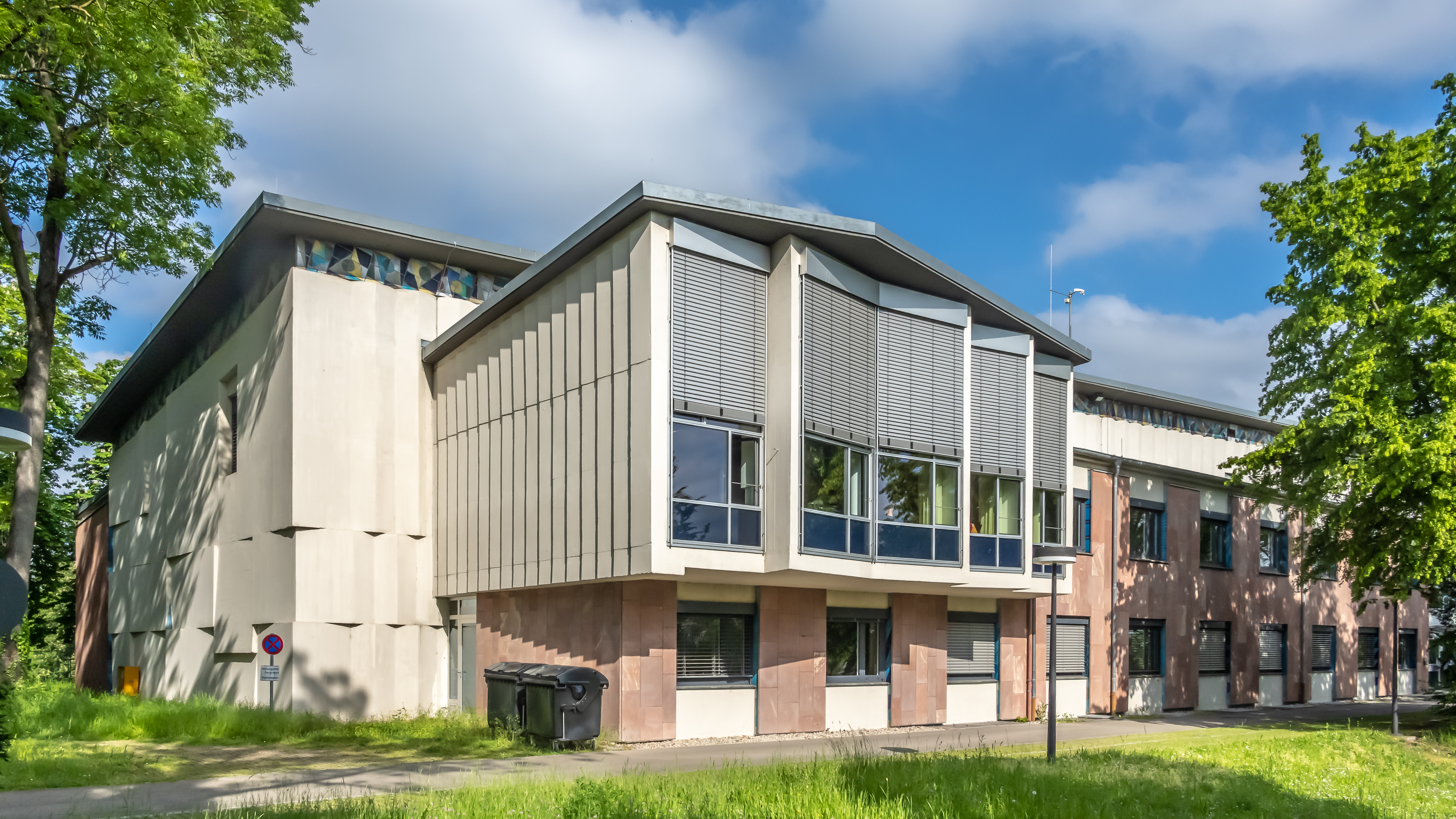
SWR-Funkstudio. Sitz des Orchestermanagements und Probenort

Das SWR Symphonieorchester ist das Sinfonieorchester des Südwestrundfunks (SWR). Es ging aus der Zusammenführung des Radio-Sinfonieorchesters Stuttgart des SWR (RSO) und des SWR Sinfonieorchesters Baden-Baden und Freiburg im September 2016 hervor. In ihm vereinen sich die bedeutenden Traditionslinien der beiden Vorgänger-Orchester. Sitz des neuen Orchesters ist Stuttgart.

## Geschichte
Der neugegründete Südwestrundfunk (SWR) übernahm 1998 mit dem gesamten Betrieb der Landesrundfunkanstalten Süddeutscher Rundfunk und Südwestfunk auch deren Klangkörper, darunter drei Sinfonieorchester, eine Big Band und den Südfunk-Chor Stuttgart. Neben dem Radio-Sinfonieorchester Stuttgart und dem Sinfonieorchester des Südwestfunks, das 1996 von Baden-Baden nach Freiburg umgezogen war, wurde das Rundfunkorchester Kaiserslautern des Südwestfunks übernommen. Aus finanziellen Erwägungen erfolgte 2007 die Zusammenlegung des in Rheinland-Pfalz ansässigen Orchesters mit dem Kammerorchester des Saarländischen Rundfunks in Saarbrücken zur Deutschen Radio Philharmonie.
Nach längeren Diskussionen zur Orchesterzukunft in den Gremien des SWR, wurde 2012 die Zusammenlegung der beiden in Baden-Württemberg ansässigen Orchester bis 2016 beschlossen. Das Ziel war, auf längere Sicht Kosten einzusparen, denn zunächst wurden – wie bei der Fusion mit dem Saarländischen Rundfunk – alle Planstellen erhalten. Der Beschluss des Rundfunkrates zur Zusammenlegung des Radio-Sinfonieorchesters Stuttgart des SWR und des SWR Sinfonieorchesters Baden-Baden und Freiburg wurde am 28. September 2012 gefasst. Die Fördervereine und Freundeskreise sowie der Landesmusikrat Baden-Württemberg lehnten den mit der Zusammenlegung empfundenen Kulturabbau zunächst ab und initiierten eine Petition. Vom ebenfalls kritisierten Vorhaben, neben einer großen symphonischen Besetzung zwei Spezial-Ensembles für Alte und für Neue Musik zu bilden, rückte die Intendanz ab. Mit der Fusion beider Orchester umfasste der Stellenplan 200 Musiker, durch sozialverträglichen Abbau soll die Zielgröße von 119 Planstellen in Zukunft erreicht werden.
Seit der Gründung 1945/1946 formten Chefdirigenten die Rundfunkorchester des SWR: In Baden-Baden/Freiburg waren es Hans Rosbaud, Ernest Bour, Michael Gielen, Sylvain Cambreling und François-Xavier Roth, in Stuttgart Hans Müller-Kray, Sergiu Celibidache, Sir Neville Marriner, Gianluigi Gelmetti, Georges Prêtre, Sir Roger Norrington und Stéphane Denève.
Künstlerischer Gesamtleiter des neuen Klangkörpers wurde Johannes Bultmann. In den Orchestervorstand wurde von den Musikern der Solo-Cellist Frank-Michael Guthmann gewählt. Das erste Konzert des Orchesters fand am 22. September 2016 unter der Leitung von Péter Eötvös in der Liederhalle in Stuttgart statt. Einen Chefdirigenten gab es für die ersten beiden Spielzeiten des SWR Symphonieorchesters nicht. Ab der Spielzeit 2018/19 bis Juni 2024 stand Teodor Currentzis an der Spitze des Orchesters. In Werkstattgesprächen auf Englisch, die sogenannten Currentzis-LABs, führte er in ausgewählte Werke ein und befasste sich in musikalischen Beispielen insbesondere mit Interpretationsfragen. Seinen Konzerten fügte er nach dem offiziellen Ende meist überraschende, kammermusikalische Zugaben hinzu.
Zum Profil des SWR Symphonieorchesters gehören neben der Neuen Musik die sinfonische Orchesterliteratur vorangegangener Epochen sowie Interpretationsansätze aus der historisch informierten Aufführungspraxis. Live-Mitschnitte werden als Web-Konzerte im Internet übertragen. Komplettiert wird das Programm neben zahlreichen Veranstaltungen der Musikvermittlung für Jung und Alt durch Mittagskonzerte in Stuttgart und mit Kammerkonzerten in Baden-Baden, Freiburg und Stuttgart. Zusammen mit der Staatsgalerie Stuttgart startete man im Oktober 2018 passend zu ausgewählten Bildern ein weiteres Kammermusikprojekt.
Neben den zahlreichen Auftritten in den SWR-eigenen Konzertreihen in Freiburg (Konzerthaus, E-Werk), Mannheim (Rosengarten) und Stuttgart (Liederhalle) ist das SWR Symphonieorchester bei den Donaueschinger Musiktagen, den Schwetzinger Festspielen und auf dem Eclat-Festival präsent. Auftritte und Einladungen führten und führen das SWR Symphonieorchester u. a. ab 2020 zu den neuformierten Pfingstfestspielen nach Baden-Baden als Residenzorchester, zum Musikfest Berlin, für eine mehrtägige Residenz in das Konzerthaus Dortmund, nach Essen, Fellbach, Frankfurt, Friedrichshafen, nach Hamburg in die Elbphilharmonie, zum Heidelberger Frühling, nach Karlsruhe, zum Festival Acht Brücken in Köln, nach Ludwigsburg, München, Nürnberg, Villingen-Schwenningen, Wiesloch sowie zum Rheingau Musik Festival. Im Ausland trat das Orchester in Barcelona, Basel, Edinburgh, London, Luzern, Madrid, Paris, in Salzburg bei den Festspielen, in Tallinn, Turin, Warschau und Wien auf. Konzertreisen unternahm das SWR Symphonieorchester mit dem Dirigenten Christoph Eschenbach im November 2018 nach Spanien und im Mai 2019 zusammen mit dem Solisten Ray Chen (Violine) nach China (Shanghai, Peking, Guangzhou u. a.).
In der Corona-Krise 2020 fielen ab März alle weiteren Konzerte aus. Mit zeitlich kurzem Vorlauf wurde für die folgende Spielzeit 2020/21 eine neue Konzertsaison für Publikumsbesuch mit einem Hygienekonzept erarbeitet, das jedoch ab November ebenfalls den gesetzlichen Lockdown-Regelungen zum Opfer fiel. 

### Dirigenten
Dirigenten wie u. a. Herbert Blomstedt, Peter Eötvös, Christoph Eschenbach, Hartmut Haenchen, Pablo Heras-Casado, Manfred Honeck, Jakub Hrůša, Eliahu Inbal, Joana Mallwitz, Ingo Metzmacher, Kent Nagano, Sir Roger Norrington, Michael Sanderling, Omer Meir Wellber und David Zinman sind beim SWR Symphonieorchester zu Gast.
Ab Beginn der Spielzeit 2018/2019 bis Juni 2024 war Teodor Currentzis erster Chefdirigent des SWR Symphonieorchesters; sein Vertrag wurde bis 2025 verlängert. Im September 2022 wurde bekannt, dass François-Xavier Roth ab 2025 Chefdirigent werden soll.

### Solisten
Unter den hochkarätigen Solisten finden sich u. a. Renaud Capuçon (Violine), Julia Fischer (Violine), Christina Gansch (Sopran), Martin Grubinger (Perkussion), Hilary Hahn (Violine), Janine Jansen (Violine), Patricia Kopatchinskaja (Violine), Mischa Maisky (Cello) und Fazıl Say (Piano).
In jeder Spielzeit arbeitet das Orchester mit einem Artist in Residence zusammen. Das waren und sind
- 2016/17: Tzimon Barto (Piano),
- 2017/18: Gil Shaham (Violine),
- 2018/19: Antoine Tamestit (Viola),
- 2019/20: Nicolas Altstaedt (Cello),
- 2020/21: Patricia Kopatchinskaja (Violine),
- 2021/22: Vadym Kholodenko (Piano),
- 2022/23: Martin Grubinger (Percussion),
- 2023/24: Isabelle Faust (Violine).

## Auszeichnungen
- Die Deutsche Orchester-Stiftung zeichnete im Dezember 2020 das SWR Symphonieorchester zusammen mit dem Staatsorchester Stuttgart mit dem „Preis Innovation 2020“ für das Format „1:1 Concerts“ aus. Mit der Verleihung des Sonderpreises würdigte die Stiftung das Engagement beider Orchester während des ersten Corona-Lockdowns im Frühsommer des Jahres 2020.[7]